# Rijksgouw

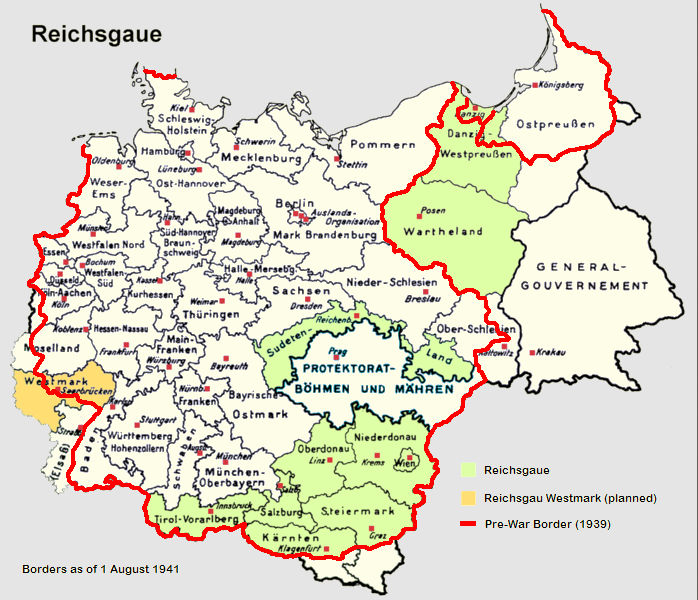
Rijksgouwen van het Duitse Rijk in 1941 (groen)

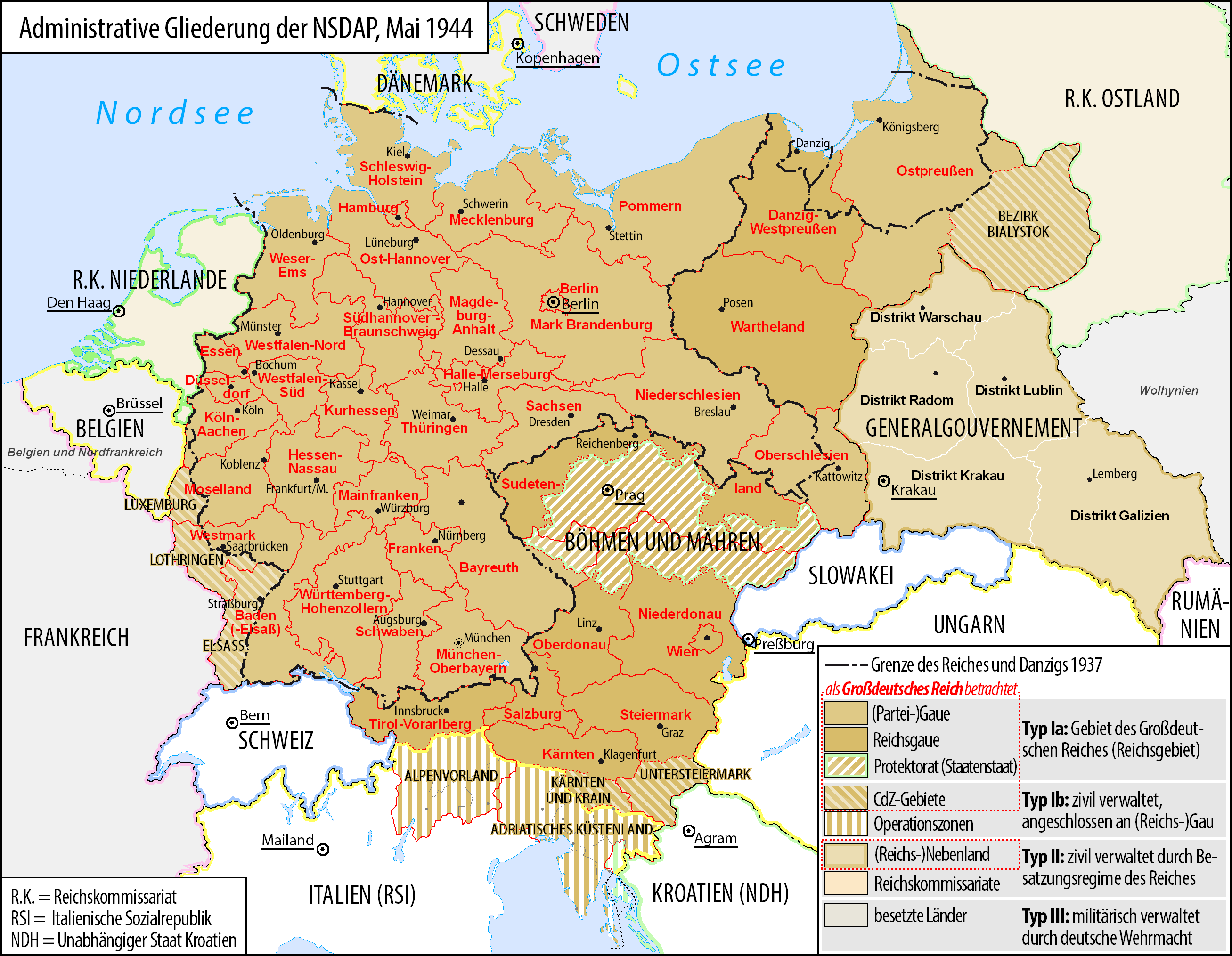
Administratieve indeling van het rijk in 1944

Een rijksgouw was een soort gouw of provincie in nazi-Duitsland en daarna in het Groot-Duitse Rijk. Het ging hierbij om een tiental gebieden die na 1937 door Duitsland werden ingelijfd, eerst bij de Anschluss van Oostenrijk en daarna het Sudetenland en de vrije stad Danzig. In de Tweede Wereldoorlog werden nog enkele gebieden die de Duitsers veroverden omgevormd tot rijksgouw (zoals het Poolse Wartheland en Danzig-West-Pruisen); andere werden gepland als rijksgouw (zoals de Westmark) of in 1944 nog opgericht (zoals de rijksgouw Vlaanderen en de rijksgouw Wallonië). Nadat de geallieerden Duitsland hadden verslagen werden de rijksgouwen afgeschaft.
Binnen Duitsland zelf had de NSDAP eerder al partijgouwen ingericht.  Vóór 1933 waren dat gewoon de partijafdelingen van de kiesdistricten, aanvankelijk 33 in aantal, later 43.  Bij de machtsovername door de nazi's werden dat ook een soort provincies met aan het hoofd een gouwleider.  Deze gouwen namen duidelijk een groot deel van de macht van de deelstaten (Länder) over.

## Reichsgauevanaf 1938
| Duitse naam                            | Hoofdkwartier | Creatie | Gebied |
| -------------------------------------- | ------------- | ------- | --- |
| Reichsgau Kärnten                      | Klagenfurt    | 1938    | De Oostenrijkse staat Karinthië en Oost-Tirol, met vanaf 1941 ook delen van Slovenië                                       |
| Reichsgau Niederdonau                  | Wenen         | 1938    | De Oostenrijkse staat Neder-Oostenrijk en het noorden van Burgenland, met vanaf 1939 ook delen van Moravië                 |
| Reichsgau Oberdonau                    | Linz          | 1938    | De Oostenrijkse staat Opper-Oostenrijk en Ausseerland, een deel van Stiermarken, met vanaf 1939 ook het zuiden van Bohemen |
| Reichsgau Salzburg                     | Salzburg      | 1938    | De gelijknamige Oostenrijkse deelstaat Salzburg                                                                            |
| Reichsgau Sudetenland                  | Reichenberg   | 1938    | De Duitstalige delen van Tsjechoslowakije afgestaan bij het Verdrag van München                                            |
| Reichsgau Steiermark                   | Graz          | 1938    | De Oostenrijkse deelstaat Stiermarken en het zuiden van Burgenland, met vanaf 1941 ook delen van Slovenië                  |
| Reichsgau Tirol-Vorarlberg             | Innsbruck     | 1938    | De Oostenrijkse deelstaat Vorarlberg en Noord-Tirol                                                                        |
| Reichsgau Wien                         | Wenen         | 1938    | De Oostenrijkse deelstaat Wenen en omliggende gemeenten van Neder-Oostenrijk                                               |
| Reichsgau Danzig–Westpreußen           | Danzig        | 1939    | De Vrijstaat Danzig en de Poolse provincie Pommeren                                                                        |
| Reichsgau Wartheland                   | Posen         | 1939    | Een deel van Polen dat overeenkomt met het woiwodschap Groot-Polen, de vroegere Pruisische provincie Posen                 |
| Operationszone Alpenvorland            | Bozen         | 1944    | De Italiaanse regio Trentino-Zuid-Tirol en de provincie Belluno van de regio Veneto                                        |
| Operationszone Adriatisches Küstenland | Triëst        | 1944    | De Italiaanse regio's Friuli, Gorizia en Istrië                                                                            |
| Reichsgau Flandern                     | Brussel       | 1944    | De Vlaamse arrondissementen en Brussel                                                                                     |
| Reichsgau Wallonien                    | Namen         | 1944    | De Waalse arrondissementen, zonder de Oostkantons en Neutraal Moresnet                                                     |